# Andrius Kubilius

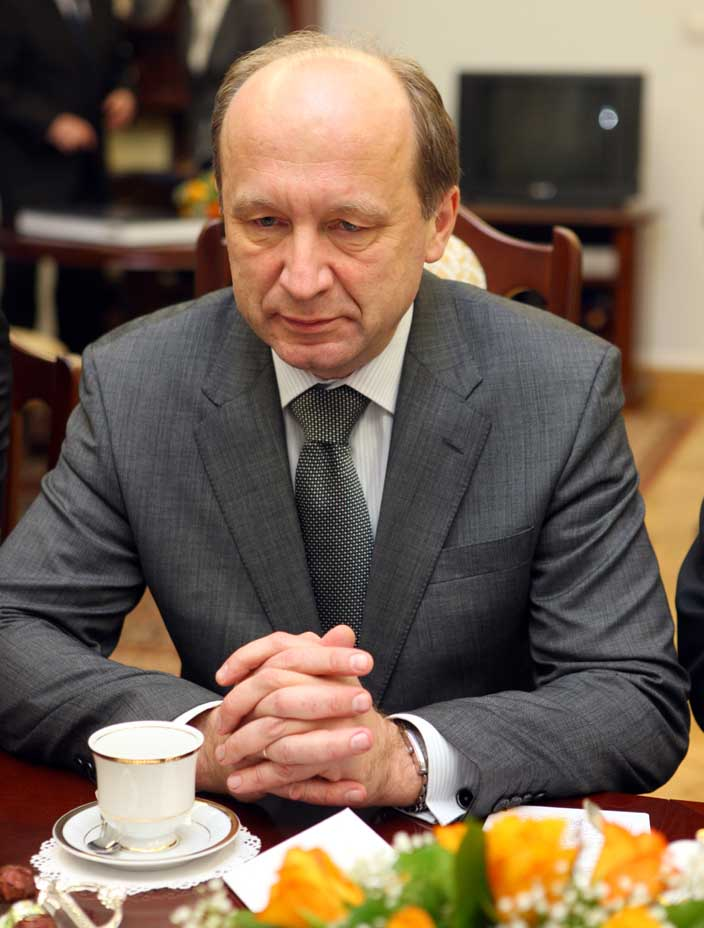
Andrius Kubilius

Andrius Kubilius (8 de desembre de 1956, Vílnius, RSS de Lituània, URSS) ha estat Primer Ministre de Lituània en dues ocasions, entre 1999 i 2000 i entre 2008 i 2012. És el líder del partit polític conservador Unió Patriòtica - Democristians Lituans.

## Biografia
Després de graduar-se a l'escola de secundària núm. 22 de Vílnius, Kubilius va ser acceptat per la Universitat de Vílnius, on estudià a la Facultat de Física fins al 1979. Va continuar la seva carrera acadèmica i estudis de postgrau a la Universitat de Vílnius entre el 1981 i el 1984.
Kubilius va esdevenir el membre del moviment independentista Sąjūdis. Més tard va esdevenir el Secretari Executiu del Consell de Sąjūdis. Poc després del restabliment de la Kubilius la independència de Lituània va ser elegit a la Seimas (Parlament). Des de llavors ha estat una figura activa en la política lituana. El 1993, va esdevenir membre d'Unió Patriòtica - Democristians Lituans.

### Primer terme com primer ministre
Després de la dimissió de Rolandas Paksas a finals de 1999 com a primer ministre de Lituània en no poder aconsguir millors condicions per transferir el control de la principal refineria de petroli del país a Williams International d'Amèrica, Kubilius es va convertir en primer ministre formant un govern de coalició d'Unió Patriòtica i el Partit Democristià Lituà, que va servir fins a les eleccions legislatives lituanes de 2000, en què Paksas va aconseguir tornar a ser primer ministre.

### Segon terme com primer ministre
Kubilius va encapçalar Unió Patriòtica - Democristians Lituans (TS-LKD) a les eleccions legislatives lituanes de 2008 celebrades el 28 d'octubre. Els conservadors van derrotar els socialdemòcrates, la qual cosa va produir que Kubilius fos el principal candidat per a ser primer ministre. El 27 novembre 2008, Kubilius va ser nomenat oficialment Primer Ministre de Lituània. Va rebre 89 vots a favor, 27 en contra, i 16 membres del Seimas es van abstenir. formant un govern de coalició juntament amb el Moviment dels Liberals de la República de Lituània i el Partit de la Resurrecció Nacional (TPP).
A principis de 2010, els dissidents del TPP van formar el Partit Cristià i el govern va perdre la majoria, depenent del suport extern de la Unió Lituana d'Agricultors i Verds, que va durar fins a l'octubre del mateix any, quan la coalició va recuperar la majoria absoluta. El setembre de 2011, el TPP es va fusionar amb la Unió Liberal i de Centre, cosa que va reduir el nombre de partits de la coalició de quatre a tres. L'abril de 2012, el govern va tornar a perdre la majoria al Seimas.
Va mantenir-se en el càrrec fins al 13 de desembre de 2012 després de sofrir una derrota en les eleccions legislatives lituanes de 2012 d'octubre, les quals donaren la victòria als socialdemòcrates.

### A l'oposició
El suport al partit va disminuir a les eleccions legislatives lituanes de 2012 i va ser exclòs del govern d'Algirdas Butkevičius per moltes decisions impopulars preses durant el seu govern, i a la impopularitat de Kubilius. A les eleccions al Parlament Europeu de 2014, el partit va aconseguir derrotar per un marge estret als seus principals competidors, el Partit Socialdemòcrata de Lituània. Després de les eleccions municipals de 2015, Andrius Kubilius va renunciar a la posició de líder del partit.

## Família
La seva esposa Rasa Kubilienė és una violinista de l'Orquestra Simfònica Nacional de Lituània; la parella té dos fills. Kubilius parla lituà, rus i anglès.